# Bedshaped
Bedshaped è un singolo del gruppo musicale britannico Keane, pubblicato il 16 agosto 2004 come terzo estratto dal primo album in studio Hopes and Fears.

## Descrizione
Composta nel 2001 dal pianista Tim Rice-Oxley, una prima versione del brano apparve come b-side dell'edizione originaria del singolo Everybody's Changing commercializzata nel 2003 dalla Fierce Panda.

## Video musicale
Il video, diretto da Corin Hardy e basato sul suo cortometraggio d'animazione Butterfly, mostra un uomo nudo e raggrinzito, visibilmente triste e solo, che si risveglia da uno scatolone posto in mezzo ad alcuni rifiuti e affoga i suoi dispiaceri nell'alcool. Successivamente, si dirige strisciando verso un bagno dove si nasconde e scrive alcune frasi tratte dal testo della canzone, come "Don't laugh at me" (Non ridere di me) o "Don't look away" (Non guardare lontano). Un gatto entra nel bagno trascinando con sé un sacchetto contenente dei vestiti e lo consegna all'uomo, il quale li indossa e decide di avventurarsi fuori. Tuttavia, non appena esce, l'uomo vede alcune persone riunite in un ristorante che lo fissano e, in seguito alle sue allucinazioni, esse si trasformano in mostri e questo costringe l'uomo a rintanarsi nel bagno. Poco dopo, le pareti del bagno si spaccano e l'uomo si ritrova su uno sfondo bianco insieme alle versioni animate dei membri dei Keane intenti ad eseguire la canzone e, avendo apparentemente trovato conforto in questa scena insolita, sfuma nella luce insieme al gruppo.

## Tracce
Testi e musiche di Tim Rice-Oxley, Tom Chaplin, Richard Hughes, eccetto dove indicato.
CD promozionale (Regno Unito)
1. Bedshaped – 3:39 (Tim Rice-Oxley, Tom Chaplin, Richard Hughes, James Sanger)

CD (Regno Unito)
1. Bedshaped – 4:37 (Tim Rice-Oxley, Tom Chaplin, Richard Hughes, James Sanger)
2. Something in Me Was Dying – 4:46
3. Untitled 2 – 3:04
4. Bedshaped (Video) – 4:41 (Tim Rice-Oxley, Tom Chaplin, Richard Hughes, James Sanger)

Box set (Europa)
- CD 1

1. Bedshaped – 4:37 (Tim Rice-Oxley, Tom Chaplin, Richard Hughes, James Sanger)
2. Something in Me Was Dying – 4:46
3. Everybody's Changing (Live) – 3:48
4. Can't Stop Now (Live)

- CD 2

1. Bedshaped – 4:37 (Tim Rice-Oxley, Tom Chaplin, Richard Hughes, James Sanger)
2. Untitled 2 – 3:01
3. Somewhere Only We Know (Live) – 3:52
4. Bend and Break (Live) – 3:38
5. Bedshaped (Video) – 4:41 (Tim Rice-Oxley, Tom Chaplin, Richard Hughes, James Sanger)

- CD 3

1. Bedshaped – 4:38 (Tim Rice-Oxley, Tom Chaplin, Richard Hughes, James Sanger)
2. This Is the Last Time (Live) – 3:27 (Tim Rice-Oxley, Tom Chaplin, Richard Hughes, James Sanger)
3. We Might as Well Be Strangers (Live) – 3:10
4. Bedshaped (Live) – 4:10 (Tim Rice-Oxley, Tom Chaplin, Richard Hughes, James Sanger)
5. Bedshaped (Live Video) – 4:47 (Tim Rice-Oxley, Tom Chaplin, Richard Hughes, James Sanger)

CD (Europa – parte 1), download digitale – parte 1
1. Bedshaped – 4:36 (Tim Rice-Oxley, Tom Chaplin, Richard Hughes, James Sanger)
2. This Is the Last Time – 3:26 (Tim Rice-Oxley, Tom Chaplin, Richard Hughes, James Sanger)
3. Untitled 2 – 3:00
4. Everybody's Changing (Live) (Airwaves Festival, Reykjavik 23/10/04) – 3:46
5. Somewhere Only We Know (Live) (The Forum, London 10/05/04) – 4:10

CD (Europa – parte 2), download digitale – parte 2
1. Bedshaped – 4:36 (Tim Rice-Oxley, Tom Chaplin, Richard Hughes, James Sanger)
2. Something in Me Was Dying – 4:44
3. This Is the Last Time (Live Acoustic) (Mill St. Brewery, Toronto 20/09/04) – 3:25 (Tim Rice-Oxley, Tom Chaplin, Richard Hughes, James Sanger)
4. Bedshaped (Live) (Brixton Academy, London 17/11/04) – 4:47 (Tim Rice-Oxley, Tom Chaplin, Richard Hughes, James Sanger)
5. We Might as Well Be Strangers (Live) (Columbiafritz, Berlin 19/05/04) – 3:19

7" (Regno Unito)
- Lato A

1. Bedshaped – 4:37 (Tim Rice-Oxley, Tom Chaplin, Richard Hughes, James Sanger)

- Lato B

1. Something in Me Was Dying – 4:46

## Formazione
Hanno partecipato alle registrazioni, secondo le note di copertina di Hopes and Fears:
Gruppo
- Tom Chaplin – voce, programmazione
- Tim Rice-Oxley – pianoforte, tastiera, basso, programmazione
- Richard Hughes – batteria, programmazione

Altri musicisti
- James Sanger – programmazione

Produzione
- Andy Green – produzione, ingegneria del suono, programmazione Pro Tools
- Keane – produzione
- James Sanger – produzione
- Mark "Spike" Stent – missaggio
- David Treahern – assistenza al missaggio
- Rob Haggett – assistenza secondaria al missaggio
- Ted Jensen – mastering

## Classifiche
| Classifica (2004) | Posizione massima |
| ----------------- | ----------------- |
| Belgio (Fiandre)  | 7                 |
| Belgio (Vallonia) | 2                 |
| Danimarca         | 7                 |
| Germania          | 61                |
| Irlanda           | 38                |
| Paesi Bassi       | 13                |
| Regno Unito       | 10                |